# Анна де Ноай
Анна де Ноай (фр. Anna de Noailles, народжена як Anna Elisabeth Bibesco-Bassaraba, Princess de Brancovan, після одруження — Marquise Mathieu de Noailles, 15 листопада 1876, Париж — 30 квітня 1933, Париж) — французька поетеса, господиня літературного салону.

## Біографія
Дочка румунського барона князя Григоріє Бібеску-Бранковяну та грецької княжни Raluca Moussouros, відомої піаністки, якій присвячено декілька творів Ігнація Падеревського. Дружина її дядька, княгиня Олена Бібеско, відігравала помітну роль у літературному та художньому житті Парижа кінця XIX сторіччя. 1897 року вийшла заміж за маркіза де Ноай. Їхній будинок був одним з центрів світського та інтелектуального життя Парижа. Похована на цвинтарі Пер-Лашез.
Авторка декількох книжок віршів, трьох романів, автобіографії, була близька до символізму.

## Твори
- Le Cœur innombrable (1901)
- L'Ombre des jours (1902)
- La Nouvelle Espérance (1903)
- Les Éblouissements (1907)
- Les Vivants et les Morts (1913)
- Les Forces éternelles (1920)
- Poème de l'amour (1924)
- Passions et vanités (1926)
- L'Honneur de souffrir (1927)
- Exactitudes, Paris (1930)

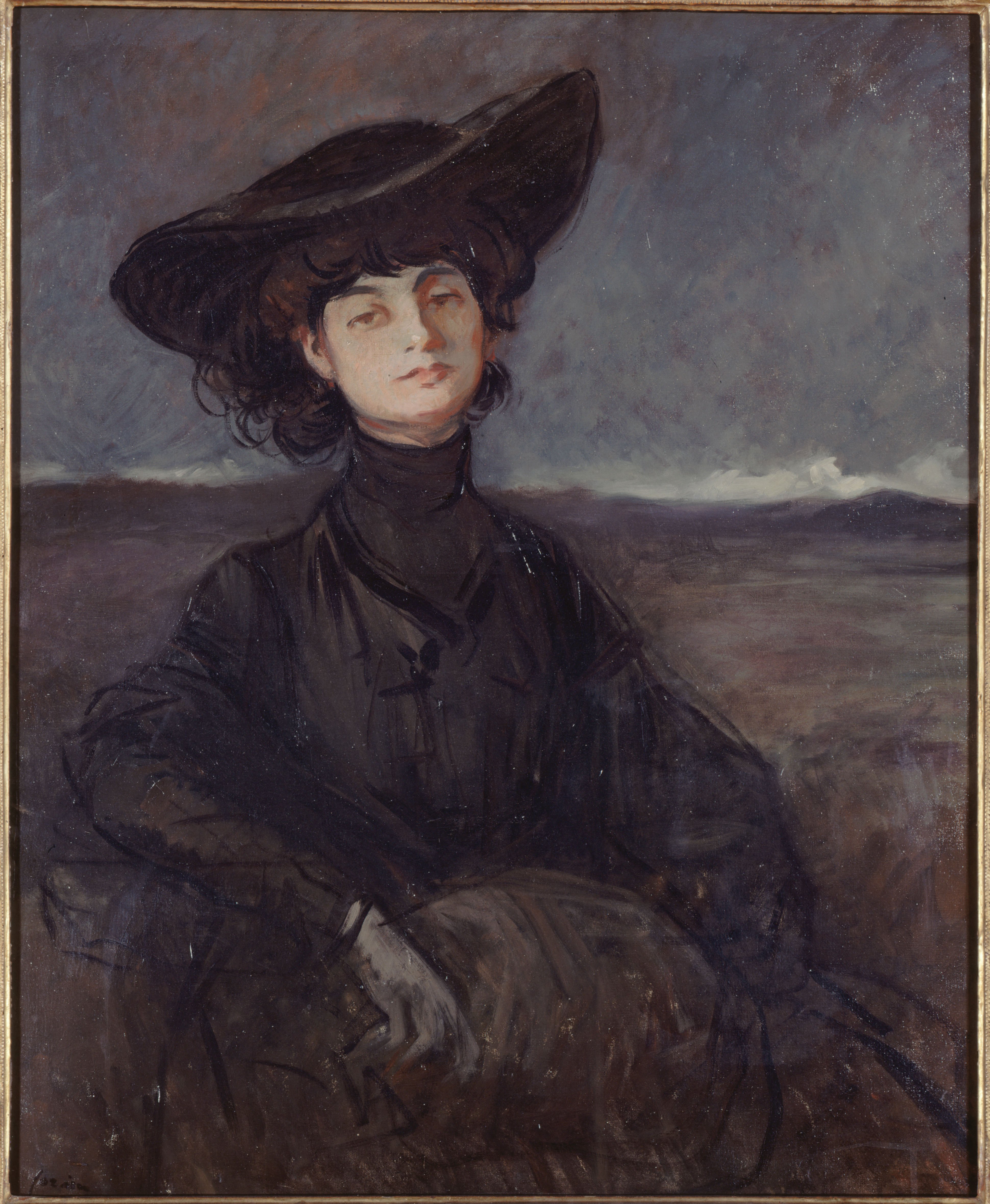
Жан-Луї Форен. Портрет Анни де Ноай, 1914

- Derniers Vers et Poèmes d'enfance (1934)